# Powiat rypiński

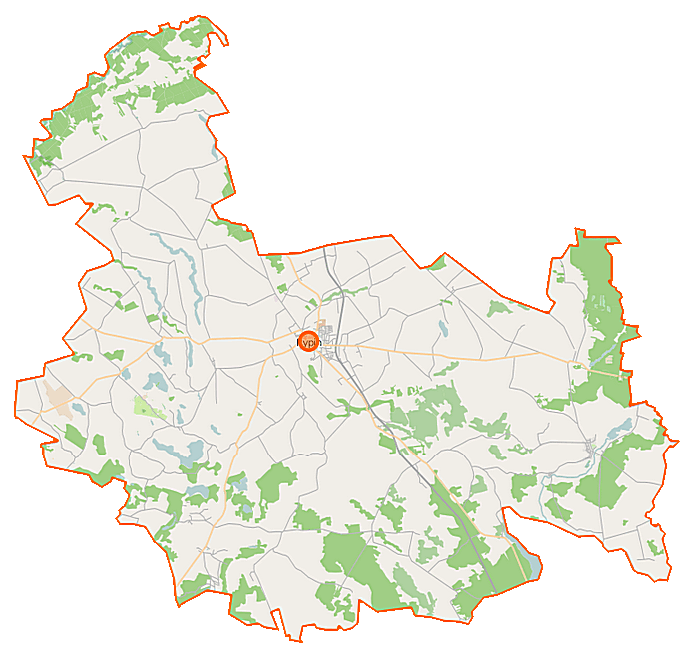
Mapa powiatu

Powiat rypiński – powiat w Polsce (we wschodniej części województwa kujawsko-pomorskiego), utworzony w 1999 roku w ramach reformy administracyjnej. Jego siedzibą jest miasto Rypin.
W skład powiatu wchodzą:
- gminy miejskie: Rypin
- gminy wiejskie: Brzuze, Rogowo, Rypin, Skrwilno, Wąpielsk
- miasta: Rypin

## Demografia
Liczba ludności (dane z 31 grudnia 2011):
|        | Ogółem | Ogółem | Kobiety | Kobiety | Mężczyźni | Mężczyźni |
| osób   | %      | osób   | %       | osób    | %         |           |
| ------ | ------ | ------ | ------- | ------- | --------- | --------- |
| Ogółem | 44 873 | 100    | 22 688  | 50,56   | 22 185    | 49,44     |
| Miasto | 16 874 | 37,60  | 8791    | 19,59   | 8083      | 18,01     |
| Wieś   | 27 999 | 62,40  | 13 897  | 30,97   | 14 102    | 31,43     |

▶Wieś vs ▶miasto
Ogółem (▶k, ▶m)
Miasto (▶k, ▶m)
Wieś (▶k, ▶m)

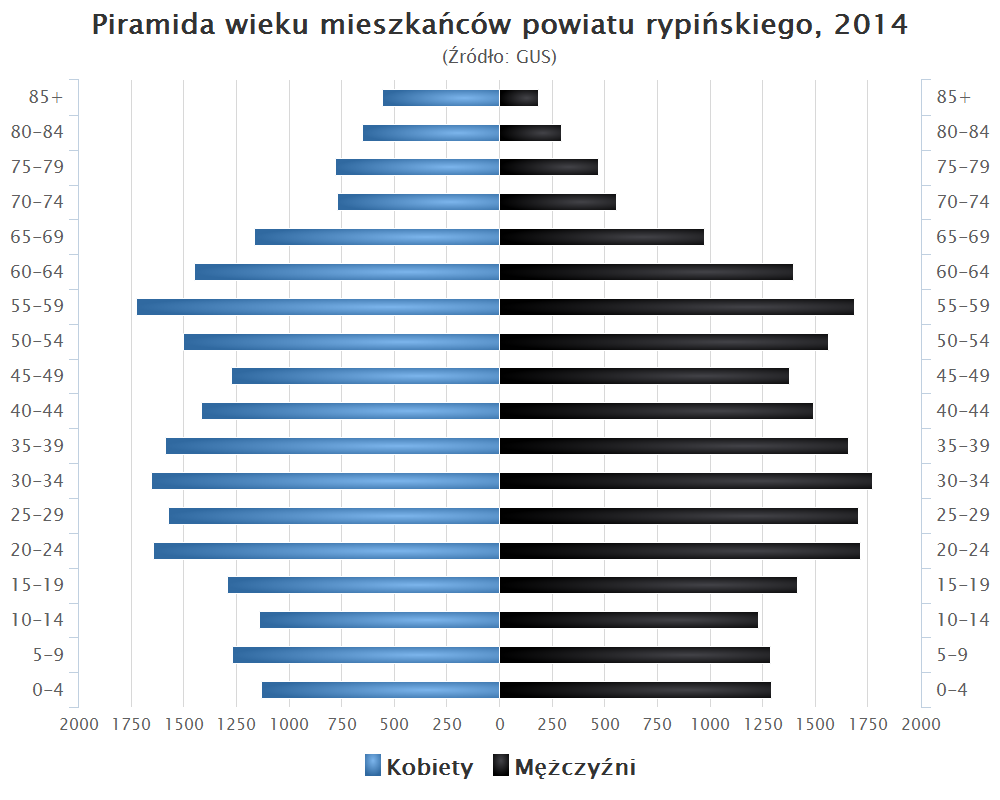
Piramida wieku mieszkańców powiatu rypińskiego w 2014 roku

Według danych z 31 grudnia 2019 roku powiat zamieszkiwało 43 486 osób. Natomiast według danych z 30 czerwca 2020 roku powiat zamieszkiwało 43 408 osób.

## Zabytki w powiecie

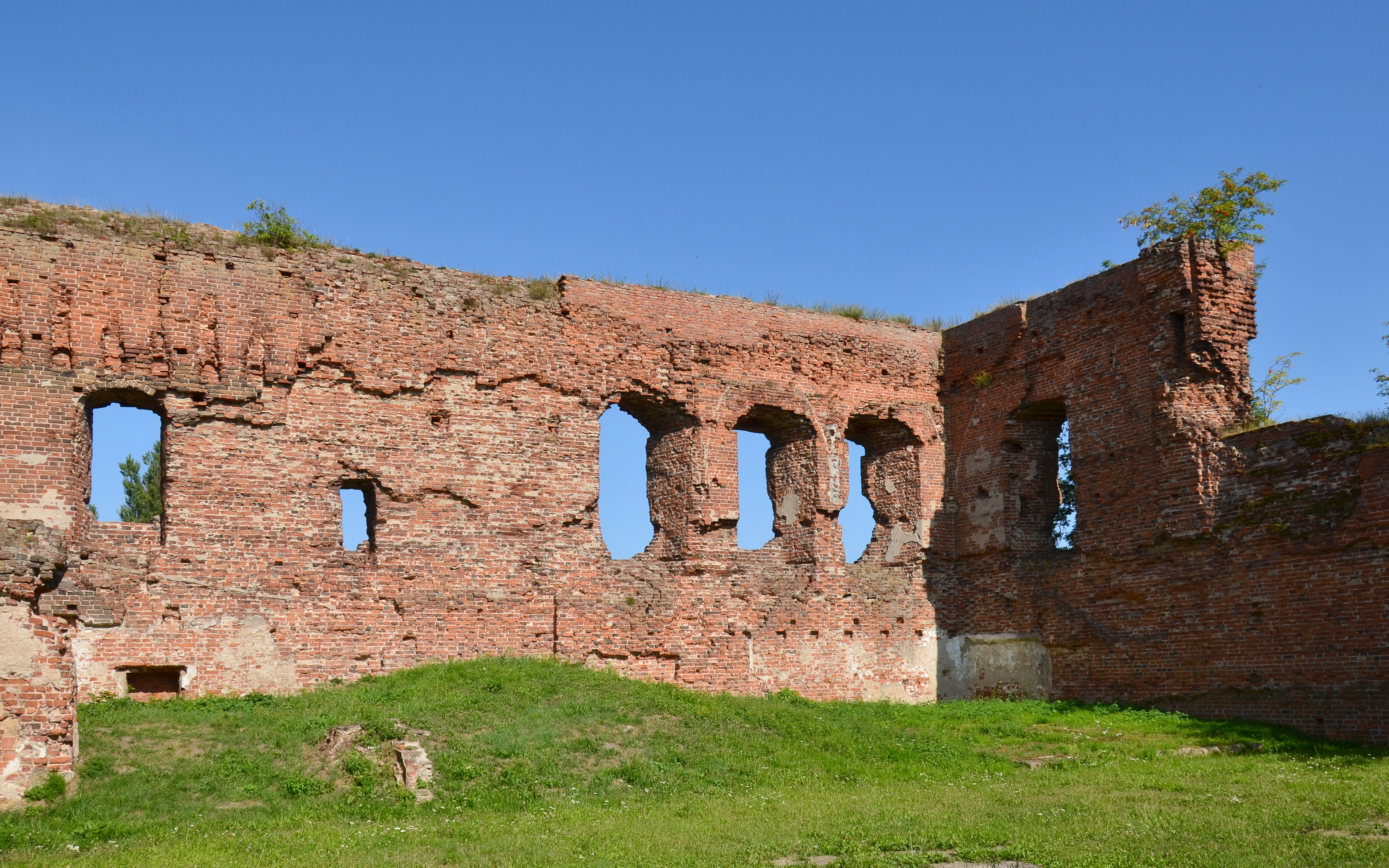
Ruiny zamku w Radzikach Dużych

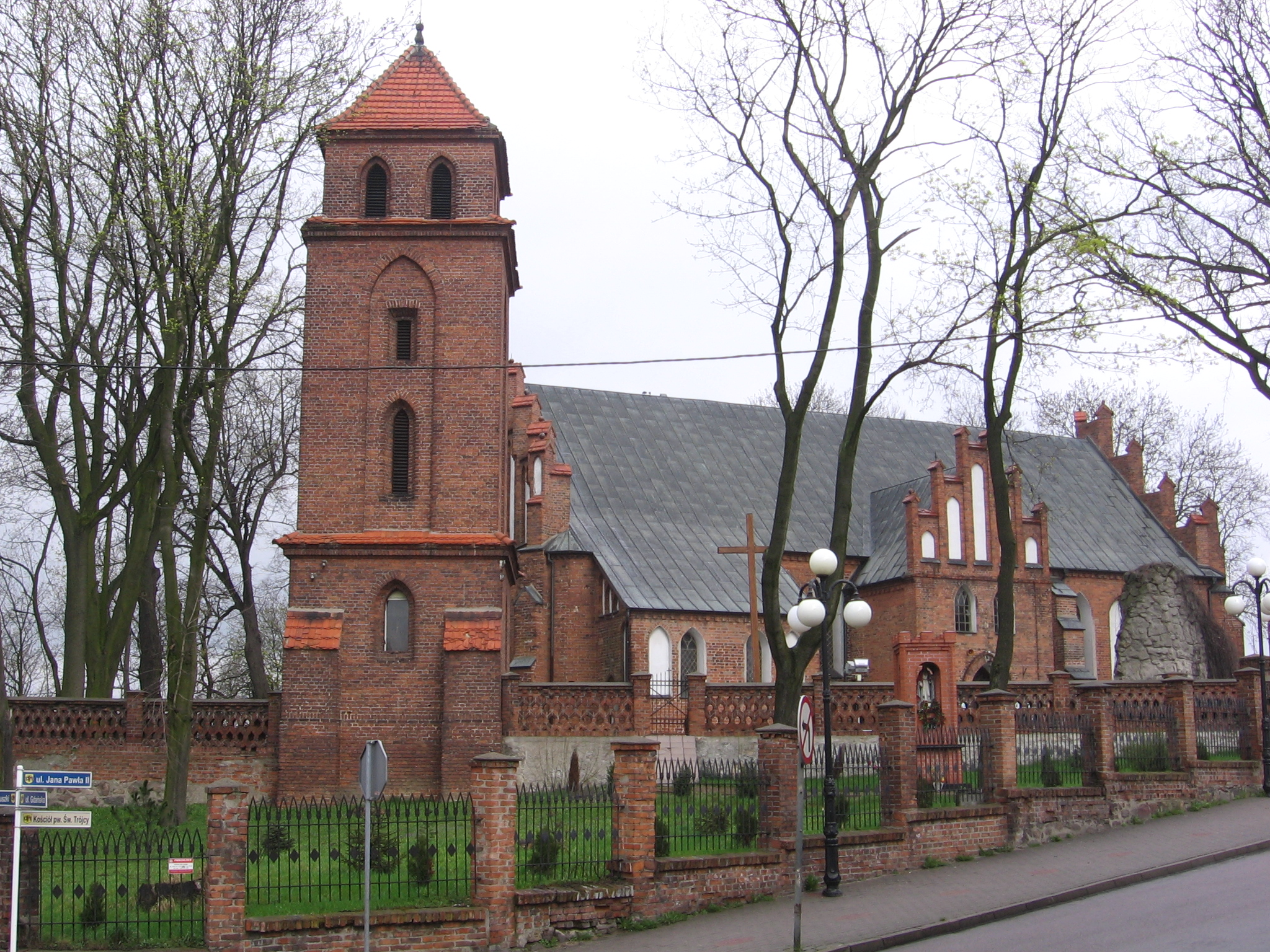
Kościół Świętej Trójcy w Rypinie

- Ugoszcz – zespół pałacowo-parkowy z II poł. XIX w.
- Kleszczyn – kościół pw. Matki Boskiej Studziennej, z 1704 r.
- Żałe – kościół pw. św. Anny, murowany w 1930 r.
- Trąbin – kościół pw. św. Antoniego zbudowany w 1881 r.
- Skrwilno – kościół pw. św. Anny i Michała Archanioła z 1888 r.
- Okalewo – kościół pw. Matki Boskiej Szkaplerznej z 1846 r.
  - Zespół pałacowo-dworski, klasycystyczny z ok. 1800 r.
- Grodzisko z IX-X w. nad jeziorem Skrwileńskim.
- Rogowo – kościół pw. św. Bartłomieja wzniesiony w 1878 r.
- Radziki Duże – ruiny zamku wzniesionego między 1405 r. a 1466 r. Zamek uszkodzony w czasie wojen szwedzkich. Murowany z cegły o układzie wendyjskim i gotyckim na podmurówce z kamienia polnego.
- Rypin – kaplica pw. św. Barbary z 1850 r.
  - Kościół pw. Trójcy Świętej z 1355 r. Wzniesiony z fundacji książąt dobrzyńskich Bolesława i Władysława. Odnawiany po raz ostatni w 1995 r. Polichromia wnętrza wykonana w 1932 r. przez Władysława Drapiewskiego. Gotycki, ze szczytami i kruchtą zachodnią neogotyckimi. Orientowany. Murowany z cegły w układzie gotyckim, na cegłach widoczne liczne dołki (zrobione palcami w ramach pokuty). Od zachodu neogotycka kruchta. Wnętrze nakryte pozornym sklepieniem kolebkowym.
  - Kościół ewangelicko-augsburski z 1888 r.
- Rusinowo – spichlerz folwarczny z pierwszej połowie XIX w.
  - Zespoły dworskie z I poł. XIX w.
- Sadłowo – kościół pw. św. Jana Chrzciciela wzniesiony w 1752 r.
- Kowalki – zespoły dworskie z II połowy XIX w.

## Transport

### Transport drogowy

#### Drogi wojewódzkie
- 534 (Rypin – Golub-Dobrzyń – Wąbrzeźno – Grudziądz)
- 557 (Rypin – Lipno)
- 560 (Brodnica – Rypin – Sierpc – Bielsk 60)
- 563 (Rypin – Żuromin – Mława)

### Transport kolejowy
- 33 (Kutno – Płock –  Sierpc – Rypin – Brodnica)

## Starostowie rypińscy
Na podstawie źródła:
- Benedykt Kozłowski (9 listopada 1998 – 21 listopada 2002)
- Adam Łapkiewicz (21 listopada 2002 – 23 listopada 2006)
- Marek Tyburski (23 listopada 2006 – 1 grudnia 2014)
- Zbigniew Zgórzyński (1 grudnia 2014 – 21 listopada 2018)
- Jarosław Sochacki (21 listopada 2018 – nadal)

## Sąsiednie powiaty
- powiat lipnowski
- powiat golubsko-dobrzyński
- powiat brodnicki
- powiat żuromiński (mazowieckie)
- powiat sierpecki (mazowieckie)